# Hotchkiss M1909 maskingevær
Hotchkiss M1909 maskingevær var et fransk designet let maskingevær fra begyndelsen af det 20. århundrede. Det blev i første række fremstillet af  Hotchkiss et Cie. Det var også kendt under betegnelserne Hotchkiss Mark I og M1909 Benét–Mercié.
Maskingeværet blev indført i den franske armé under betegnelsen Hotchkiss M1909 (eller Mle 1909) i 1909, og benyttede en 8 mm Lebel patron.
En variant, som brugt den britiske .303 patron blev fremstillet i Storbritannien som "Hotchkiss Mark I" by Enfield. Den britiske hær brugte tre forskellige typer maskingeværer: Vickers, Hotchkiss (kavaleri og kampvogne)og Lewis (infanteri). 
Den blev indført i den amerikanske hær i 1909 under beregnelsen "Benét–Mercié Machine Rifle, Caliber .30 U. S. Model of 1909", som brugte den amerikanske .30-06 Springfield patron. Navnet skyldes tre elementer: Hotchkiss, navnet på amerikaneren Benjamin B. Hotchkiss som startede fabrikken i Frankrig, de to hoveddesignere Lawrence Benét og Henri Mercié, og det daværende amerikanske system til modelbetegnelse, som angiver modelåret.
Maskingeværet kendes også som Hotchkiss M1909 og M1909 Benét–Mercié, men må ikke blandes sammen med det tungere Hotchkiss M1914 maskingevær.
Det blev også brugt af andre lande, heriblandt Belgien, Spanien, Brasilien og Australien.

## Design
Det var gasdrevet og luftkølet, havde den maksimal rækkevidde på 3.800 meter og vejede 12 kg. Den første modeller benyttede 30 skuds magasiner, men senere modeller kunne enten bruge magasiner eller bælter. De amerikanske varianter havde to fødder, mens nogle andre brugte en lille trefod. Når denne trefod var installeret under våbnet kunne den flyttes sammen med det, hvilket var forskelligt fra større trefødder i denne periode.
De amerikanske M1909 maskingeværer blev fremstillet af Springfield Armory og Colt's Manufacturing Company.  Den samlede produktion i USA var på 670.  Dette kan synes småt, sammenlignet med de enorme produktionstal for våben senere i det 20. århundrede, men det var et betydeligt antal i forhold til den daværende amerikanske hærs størrelse. Indførelsen af M1909 faldt sammen med at man udrangerede den manuelt betjente .30-06 Gatling gun fra de amerikanske styrker.

## Anvendelse
Frankrig og Storbritannien brugte Hotchkiss M1909 under 1. og ind i 2. Verdenskrig. Den australske lette beredne og den newzealandske beredne riffelbrigade samt Imperie kamelkorpset brugte Hotchkiss maskingeværet under Sinai og Palæstina-felttoget (1915–17). Amerikanske styrker brugte Benét–Mercié i slaget ved Columbus (Pancho Villa angrebet) i 1916 (4 maskingeværer afskød 20.000 patroner i løbet af slaget) og i den efterfølgende Pancho Villa Ekspedition i Mexico i 1916–17 samt i begyndelsen i and Frankrig. Aftrækkernål og patronudkast gik ofte i stykker på de amerikanske geværer. Nogle amerikanske pressefolk kaldte nedladende M1909 for "daylight gun" fordi det var svært af udskifte ødelagte dele om natten, og at fjerne patroner, som havde sat sig fast fordi man havde vendt patronbælter på hovedet i mørket. Major Julian Hatcher fik til opgave at undersøge problemerne efter slaget ved Columbus og fandt ud af, at de næsten alle skyldtes utilstrækkelig træning. Amerikanske tropper i Pancho Villa Ekspeditionen fik yderligere træning, og M1909 blev anset for at være et effektivt våben.  Den kunne være blevet brugt i stort omfang af amerikanerne under 1. Verdenskrig, men produktionen var allerede stoppet, og kun et lille antal var til rådighed. Den amerikanske flåde brugte dem imidlertid stadig i denne periode. 

## Brugere
- Østrig-Ungarn
- Australien
- Belgien
- Brasilien
- Indien
- Frankrig
- Irland
- New Zealand
- Kina
- Spanien
- Storbritannien
- USA

## Billedgalleri
- 2. Queen Victoria's Own Rajput Light Infantry skytter i Flandern, vinteren 1914–1915
- Old Glory postkort med amerikanske soldater som skyder med et M1909 maskingevær
- Hotchkiss Mark I udstillet på Steven F. Udvar-Hazy Center
- Et Hotchkiss M1922 maskingevær

## Yderligere læsning
- Robert G. Segel (3 January 2012) U.S. Automatic Machine Rifle Model of 1909, Small Arms Defense Journal, Vol. 2, No. 4

## Eksterne kilder
- Wikimedia Commons har flere filer relateret til Hotchkiss M1909 maskingevær
- Images Arkiveret 27. december 2015 hos  Wayback Machine fra Museum of the Soldier, Portland, Indiana
- Flere billeder: 1, 2
- Complete Guide to the Hotchkiss Machine Gun origyear=1917
- http://www.forgottenweapons.com/light-machine-guns/hotchkiss-portative-lmg/
  - Handbook of the Automatic Machine Rifle Caliber .30, Model of 1909. Ordnance Department. 31. juli 1916. (mange gode figurer)
  - "New Machine Guns Ordered: Vickers Recoil Type Will Replace Those That Jammed". New York Times. 24. marts 1916.
- Samling af billeder, som enten stammer fra U.S. army eller er ældre end 1922:
  - http://img.photobucket.com/albums/v146/Ordnanceguy/US%20MGs/MGtroopSoldier.jpg
  - http://img.photobucket.com/albums/v146/Ordnanceguy/US%20MGs/BenetMercierRPPC.jpg
  - http://img.photobucket.com/albums/v146/Ordnanceguy/US%20MGs/MoreMGTroopsonBorder1914.jpg
  - http://img.photobucket.com/albums/v146/Ordnanceguy/US%20MGs/MotorcycleMGTroop.jpg
  - http://img.photobucket.com/albums/v146/Ordnanceguy/US%20MGs/M1909BMMGMotorcycleMountedRPPC.jpg
  - http://img.photobucket.com/albums/v146/Ordnanceguy/US%20MGs/BenetMercierMGPlatoon27thInf19131.jpg
  - http://img.photobucket.com/albums/v146/Ordnanceguy/US%20MGs/BenetMercieGroup.jpg